# Zintha
Zintha is een geslacht van vlinders uit de familie van de Lycaenidae, de kleine pages, vuurvlinders en blauwtjes. De wetenschappelijke naam en de beschrijving van dit geslacht werden voor het eerst in 1973 gepubliceerd door John Nevill Eliot. 
Dit geslacht is monotypisch, dat wil zeggen dat het maar één soort heeft namelijk Zintha hintza (Trimen, 1864) uit tropisch Afrika.